# Baohetai
Baohetai (kinesiska: 薄荷台, 薄荷台乡) är en socken i Kina. Den ligger i provinsen Heilongjiang, i den nordöstra delen av landet, omkring 98 kilometer väster om provinshuvudstaden Harbin. Antalet invånare är 15 619. Befolkningen består av 7 740 kvinnor och 7 879 män. Barn under 15 år utgör 15,0 %, vuxna 15-64 år 77 %, och äldre över 65 år 7,0 %.
Genomsnittlig årsnederbörd är 684 millimeter. Den regnigaste månaden är juli, med i genomsnitt 148 mm nederbörd, och den torraste är januari, med 6 mm nederbörd.